# Joel Thomas (nadador)
Joel Ladd Thomas (Pasadena (California) (Estados Unidos), 13 de diciembre de 1966) es un nadador olímpico, retirado, especialista en estilo libre. Fue olímpico en los Juegos Olímpicos de Barcelona 1992 donde consiguió la medalla de oro en la prueba de 4x100 metros libres tras nadar las series eliminatorias.
También consiguió dos medallas en los Juegos Panamericanos de 1991 celebrados en Cuba en las pruebas de 100 metros libres (plata) y 4x100 metros estilos (oro).

## Palmarés internacional
| Juegos Olímpicos     | Juegos Olímpicos    | Juegos Olímpicos | Juegos Olímpicos |
| Año                  | Lugar               | Medalla          | Prueba           |
| -------------------- | ------------------- | ---------------- | ---------------- |
| 1992                 | Barcelona ( España) | Medalla de oro   | 4x100 m libre    |
| Juegos Panamericanos |                     |                  |                  |
| 1991                 | La Habana ( Cuba)   | Medalla de oro   | 4x100 m estilos  |
| 1991                 | La Habana ( Cuba)   | Medalla de plata | 100 m libre      |